# Revlon
Revlon là một công ty hóa mỹ phẩm Mỹ được thành lập vào năm 1932.

## Lịch sử
Năm 1932, hai anh em Charles và Joseph Revson cùng với một nhà hóa học là Charles Lachman làm ra nước sơn móng. Cả ba đặt tên công ty sản xuất sơn móng của mình là Revlon được kết hợp từ họ Revson và chữ L trong Lachman. Khởi đầu chỉ với sản phẩm sơn móng duy nhất, và chỉ xuất hiện tại một vài thẩm mỹ viện ở New York, ngày nay mỹ phẩm Revlon đa dạng với nhiều chủng loại bao gồm sản phẩm trang điểm, săn sóc da... chuyên dùng cho phụ nữ, với thị phần trên toàn thế giới.
Tháng 11 năm 1955, Revlon lần đầu phát hành cổ phiếu. Giá cổ phiếu ban đầu là 12$, tuy nhiên đã tăng lên 30$ chỉ sau 8 tuần.

## Hoạt động từ thiện

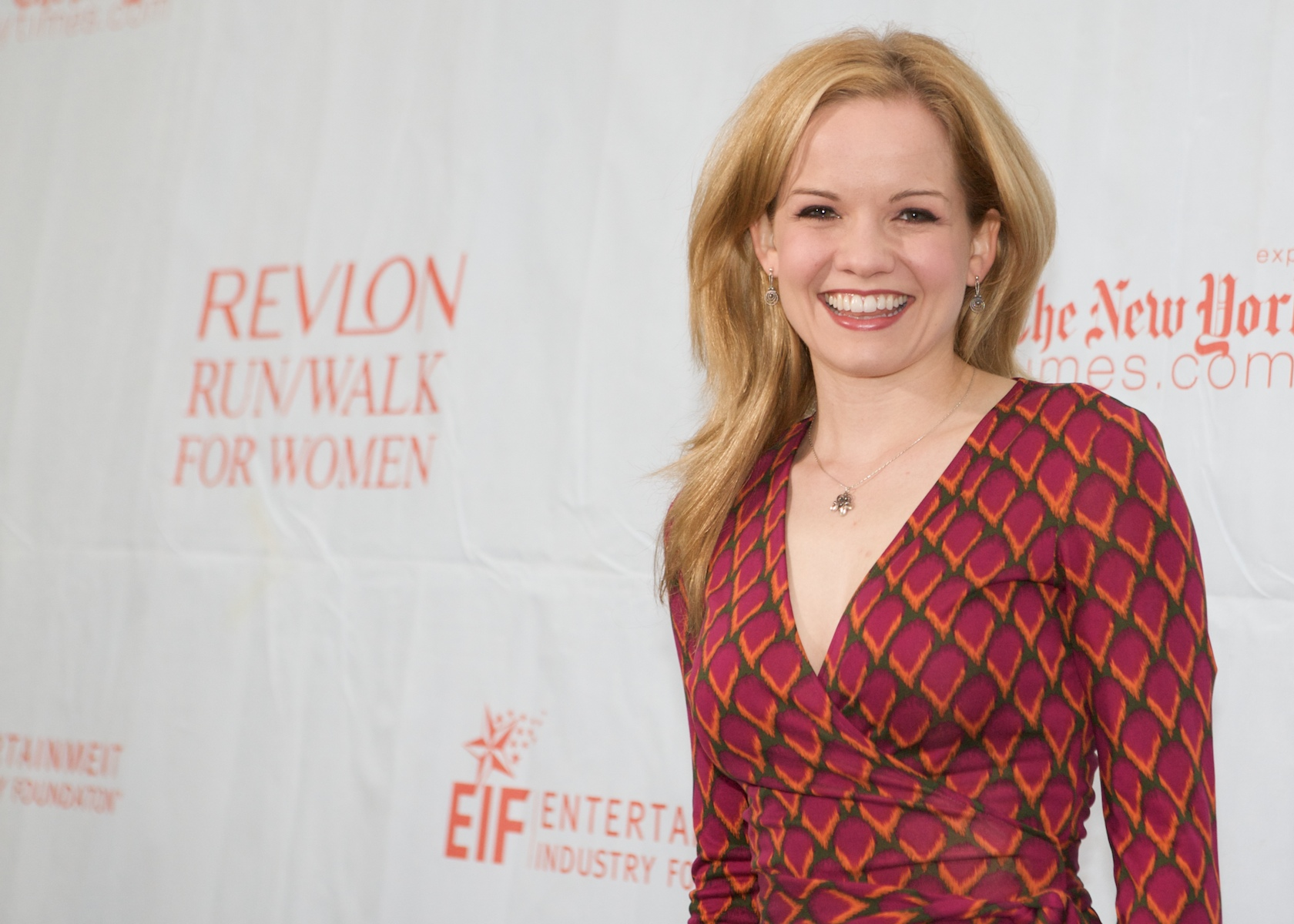
Becky Gulsvig tại chiến dịch Revlon Run/Walk for Cancer

Revlon là nhà tài trợ của một số hoạt động từ thiện. Hoạt động lớn nhất trong số đó là Revlon Run Walk, một sự kiện chạy và đi bộ được tổ chức tại New York và Los Angeles để gây quỹ cho việc phòng chống các bệnh ung thư vú và buồng trứng. Revlon cũng hỗ trợ các hoạt động từ thiện chống ung thư khác như Look Good Feel Better và the National Breast Cancer Coalition và điều khiển một phòng khám ngực di động ở quanh Oxford, North Carolina, nơi có các hoạt động chính của công ty.
Vào tháng 9 năm 2010, Revlon, với giám đốc nghệ thuật toàn cầu Gucci Westman và phát ngôn viên Halle Berry đã tổ chức một sự kiện tại Fashion's Night Out ở thành phố New York để gây quỹ cho Trung tâm Jenesse, một tổ chức ở Los Angeles cho các nạn nhân bạo lực gia đình.  Revlon cũng tổ chức các bữa ăn trưa và nhiều sự kiện khác để mang lại lợi ích cho trung tâm và hợp tác với nhà bán lẻ trực tuyến drugstore.com để quyên góp một phần doanh số bán son cho tổ chức.
Công ty ra mắt vào năm 2018, Chương trình Tình nguyện viên nhân viên (EVP) cung cấp cho mỗi nhân viên toàn thời gian của Hoa Kỳ tám giờ để tham gia vào dịch vụ cộng đồng.